# Gemeine Furchenbiene
Die Gemeine Furchenbiene (Lasioglossum calceatum) ist eine europäische Bienenart aus der Gattung der Furchenbienen (Lasioglossum).

## Merkmale
Die Weibchen von Lasioglossum calceatum erreichen eine Körperlänge von etwa sieben bis knapp zehn Millimeter, sie sind also merklich kleiner als eine Honigbiene. Die Tiere sind schwärzlich dunkel gefärbt, mit folgenden Ausnahmen: Die apikale Hälfte der Mandibeln ist rötlichbraun, die Unterseite der Antennengeißel (Flagellum) ist dunkelbraun, die Flügelschüppchen (Tegulae) sind teilweise halbdurchsichtig bräunlich, die Sporne der Schienen sind gelb, die hinteren Abschnitte der Tergite des freien Hinterleibs sind breit gelblich braun und durchscheinend. Der Körper ist weißlich bis hell gelblich braun behaart und dadurch undeutlich gezeichnet. Die Behaarung ist überwiegend von mäßiger Dichte. Auf den Tergiten des Hinterleibs ist eine verstreute Behaarung vorhanden, die sich teilweise in den basalen Abschnitten der mittleren Tergite zu undeutlichen Querbinden verdichtet (Gattungsmerkmal), helle Endbinden (wie bei der Gattung Halictus) kommen nicht vor.

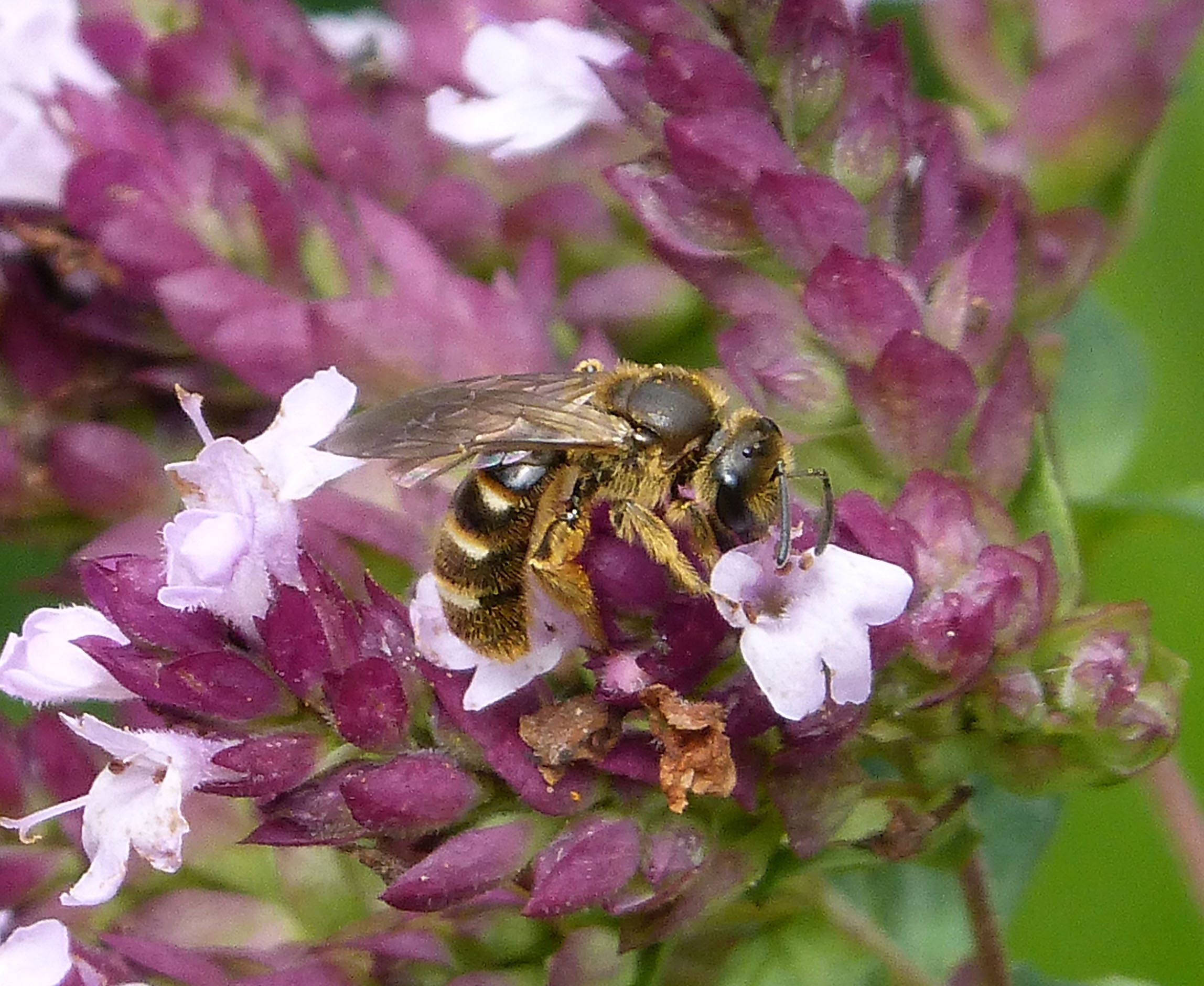
L. calceatum, Malvern, UK

Als Variation kann, in beiden Geschlechtern, ein Teil der Tergite des freien Hinterleibs auch rot gefärbt sein. Die Farbvariante wurde als subsp. rubens beschrieben, ist aber vermutlich nur eine Variation ohne taxonomische Bedeutung.
Die Tiere besitzen eine Längsfurche bzw. einen „Mittelscheitel“ in der Behaarung auf dem letzten Hinterleibssegment, wovon ihr deutscher Name Furchenbienen abgeleitet ist. Von der Gattung Halictus, mit der sie dieses Merkmal teilen, sind sie an den fehlenden Endbinden der Hinterleibstergite unterscheidbar. Die Zugehörigkeit zur Untergattung Evylaeus zeigt sich an einem Merkmal des Flügelgeäders: Die hinteren submarginalen Queradern, die Adern 1r-m und 2r-m sind blass und undeutlicher als die erste Querader. Die Art unterscheidet sich von ähnlichen Arten an der Kombination folgender Merkmale: Die gewölbte Basis des ersten freien Hinterleibstergits ist glatt und glänzend, der Tergit mittig spärlich und unregelmäßig punktiert, der glänzende Tergit manchmal mit schwachem, bläulichem Metallschein. Tergite außer den Basalbinden weder mit weiteren Haarbinden noch filzig beschuppten Abschnitten. Am Rumpfabschnitt ist das Mesonotum dicht punktiert und schwach glänzend. Die Dorsalfläche des Propodeums ist etwas länger als das Metanotum, mit deutlichem Querkiel, die Seiten sind schwach gerunzelt, die Platte auf der Oberseite genetzt. Der Kopf ist bei Betrachtung von vorn rundlich, etwa genauso lang wie breit. Die Stirn oberhalb des Clypeus, und dessen Basalhälfte mit feiner, sehr dichter und gleichmäßiger Punktierung.
In der Natur wie mit Hilfe von Fotos kann Lasioglossum calceatum von manchen anderen Arten der Gattung nicht unterschieden werden. Eine sehr ähnliche Art ist insbesondere ihre Schwesterart Lasioglossum albipes.

## Hinweise zum Namen
Ihr Gattungsname lässt sich nach dem altgriechischen lasios (‚zottig‘, ‚dicht behaart‘) sowie glossa (‚Zunge‘, ‚Sprache‘) im Sinne einer „behaarten, borstigen Zunge“ deuten. Ihr Artname entspringt dem lateinischen calceus, was so viel wie ‚Schuh‘ heißen kann.

## Vorkommen und Ökologie
Die Furchenbiene Lasioglossum calceatum besiedelt ein großes, paläarktisches Areal in der gemäßigten Zone, von Irland im Westen über Zentral- und Ostasien, bis zur Mandschurei, dem Ussuri-Gebiet und Japan im Osten. Sie ist in Mitteleuropa eine der häufigsten Wildbienenarten und gilt hier nicht als gefährdet. In den Alpen kommt sie bis in 1800, in den Zentralalpen bis 2000 Meter Höhe vor. Im Süden ihres Verbreitungsgebiets, im Mittelmeerraum, ist sie an Gebirge gebunden.
Als Ubiquist (d. h. sie ist anpassungsfähig an eine Vielzahl von Biotopen) sucht sie warmtrockene bis kühlfeuchte Standorte, z. B. auch Waldlichtungen, Parks und Gärten, auf. Die Art ist polylektisch, das heißt, sie ist nicht an die Blüten bestimmter Pflanzen gebunden, sondern nutzt eine Vielzahl unterschiedlicher Blüten, je nach Angebot.
Als Kuckucksbiene kann die Blutbiene Sphecodes monilicornis bei Lasioglossum calceatum parasitieren.

## Lebenszyklus und Sozialverhalten
Die Gemeine Furchenbiene ist eine (primitiv) eusoziale Bienenart. Das bedeutet: Es existieren bei ihr zwei Kasten, die fruchtbaren Geschlechtstiere, Königinnen genannt, und die Arbeiterinnen, die sich normalerweise nicht selbst fortpflanzen, aber bei der Aufzucht verwandter Tiere (meist ihrer Schwestern) mithelfen. Die Verwandtschaftsgruppe mit der Art hat dabei das besondere Interesse von Evolutionsbiologen gefunden, weil nicht (wie z. B. bei den Honigbienen) alle Arten eusozial sind, sondern bei ihnen je nach Art und Lebensumständen die gesamte Bandbreite an Möglichkeiten, von einzeln (solitär) nistenden Arten bis zu eusozialen, verwirklicht ist. Dies erlaubt es, die Umstände der Evolution von Sozialverbänden (ein zentrales Problem der Evolutionstheorie) vergleichend zu erforschen.
Der Lebenszyklus der Gemeinen Furchenbiene sieht gewöhnlich so aus: Im Frühling (März bis April) erscheinen die überwinterten, imaginalen Weibchen aus ihren Winterquartieren und beginnen mit dem Blütenbesuch. Kurz darauf suchen sie einen geeigneten Ort zur Anlage ihres Erdnests, eine offene oder wenig bewachsene, sandige oder lehmige Bodenstelle. Die Art besiedelt ebene Bereiche oder Böschungen (benötigt also keine Steilhänge oder Nisthilfen) und ist in Bezug auf die Bodenart nicht wählerisch. Obwohl die Nestanlage am häufigsten durch ein einzelnes Weibchen erfolgt, kommt es auch vor, dass mehrere Weibchen gemeinsam ein Nest beginnen (Pleometrosis). Diese sind häufig, aber nicht immer, gemeinsam überwinternde Schwestern, der Lebenszyklus wird dann semisozial genannt. Es können aber auch nicht verwandte Individuen sein, in seltenen Ausnahmefällen sogar Individuen einer anderen Art (der Schwesterart Lasioglossum albipes). In diesem Fall legt nur ein Individuum Eier, die anderen werden zu funktionalen Arbeiterinnen, die diese Königin unterstützen, ohne sich selbst fortzupflanzen. Zur Nestgründung graben die Weibchen einen senkrechten Hauptschacht in den Boden. Von diesem senkrechten Gang wird ein kürzerer waagrechter vorangetrieben, an dessen Ende ein kleiner Hohlraum erweitert wird. Anschließend werden Brutzellen geformt, die nach der Eiablage mit Pollen versehen und verschlossen werden. Die Aggregation der Brutzellen in dem Hohlraum wird gelegentlich als Wabe bezeichnet. Der biologische Sinn des Baus der Zellen innerhalb einer Erdhöhlung könnte darin liegen, dass so die Feuchte besser reguliert werden kann. Jede Brutzelle wird von dem fertilen Weibchen mit gesammeltem Pollen verproviantiert, auf den ein Ei abgelegt wird. Anschließend wird die Zelle verschlossen. Sie wird aber in der Folge verschiedentlich wieder geöffnet und inspiziert, anschließend erneut verschlossen.
Sind alle Zellen fertig, legt die Art eine Periode der Inaktivität ein. Sie verschließt den Bau nach außen und verbleibt in ihm, bis die neue Brut geschlüpft ist. Die Entwicklung vom Ei zu den neuen Imagines dauert etwa einen Monat. Die Imagines der Sommerbrut bestehen aus Männchen und Weibchen unterschiedlicher Körpergröße (mit schmalem Überlappungsbereich). Die kleineren Weibchen wirken anschließend als Arbeiterinnen, die größeren entwickeln sich zu neuen Königinnen. Diese dienen in der ersten Brut vor allem als Ersatz-Geschlechtstiere bei Ausfall der ursprünglichen Königin, können aber auch unabhängig mit der Nestgründung beginnen. Die meisten Weibchen der ersten Brut werden aber zu Arbeiterinnen. Auch der Anteil der Männchen (Drohnen) liegt in der ersten Generation niemals über 18 Prozent.
Anschließend fliegen die Arbeiterinnen (eine kurze Periode auch die nestgründende Königin) aus und verproviantieren Brutzellen, die die Königin im alten Nest neu anlegt. Die neu geschlüpften Imagines (Männchen und Weibchen) der Sommergeneration entwickeln sich (fast) alle zu Geschlechtstieren, die sich ab etwa Ende August zurückziehen und überwintern, bevor sie im folgenden Frühjahr mit dem Nestbau neu beginnen. In Ausnahmefällen kann sogar die alte Königin überleben und im nächsten Jahr in einem neuen Nest eine neue Brut beginnen.
In Japan wurde beobachtet, dass sich die Tiere im Gebirge mit kälterem Klima abweichend verhalten: Hier beginnt die Aktivitätsperiode erst im Juni, die zweite Brut fällt komplett aus. Unter diesen Bedingungen verhält sich Lasioglossum calceatum also nicht sozial, sondern wie bei allen solitären Bienen brütet jedes Weibchen für sich nur den eigenen Nachwuchs aus.

## Gefährdung und Schutz
Lasioglossum calceatum gilt nicht als gefährdet, ist aber, wie alle Wildbienen, in Deutschland nach der Bundesartenschutzverordnung (BArtSchV) besonders geschützt.

## Videoclips
- https://www.youtube.com/watch?v=yZhNKfkjUKQ – Videoclip zur Gattung